# جيم كونواي
جيم كونواي (بالإنجليزية: Jim Conway)‏ هو لاعب كرة قاعدة أمريكي، ولد في 8 أكتوبر 1858 في Upper Darby Township, Pennsylvania ‏ في الولايات المتحدة، وتوفي في 21 ديسمبر 1912 في كليفتون هايهتس في الولايات المتحدة.

## وصلات خارجية
- جيم كونواي على موقعبيزبول رفرنس.كوم (الدوري الرئيسي) (الإنجليزية)
- جيم كونواي على موقعبيزبول رفرنس.كوم (الدوري الثانوي) (الإنجليزية)
- جيم كونواي على موقع مشجعي الرسوم البيانية (الإنجليزية)